# Ponte da Barca
Ponte da Barca est une municipalité (en portugais : concelho ou município) du Portugal, située dans le district de Viana do Castelo et la région Nord. Ponte da Barca est traversée par le fleuve Lima.
Beaucoup d'émigrés portugais de France sont originaires de Ponte da Barca 
La Radio Barca est la radio locale, elle émet sur 99.6 MhZ dans toute la région du Minho.

## Géographie
Ponte da Barca est limitrophe :
- au nord, d'Arcos de Valdevez
- à l'est, de l'Espagne,
- au sud, de Terras de Bouro et de Vila Verde,
- à l'ouest, de Ponte de Lima.

Le point culminant de la municipalité est situé au milieu de la Serra Amarela, à 1359 mètres d'altitude, dans la paroisse de Lindoso. 

## Histoire
Diverses découvertes et fouilles attestent d'une occupation préhistorique, dont des gravures rupestres (Lindoso) et des restes de dolmens.  
Après la campagne de conquête du général Brutus en 137 av. J.-C., la région est devenue romaine. Des pièces de monnaie, des céramiques et des sculptures datant de cette époque ont été retrouvées, et un pont a été conservé. Le territoire administratif romain connu sous le nom d'Anobrega a perduré jusqu'au Moyen Âge sous le nom de Torre da Nóbrega.  
Ponte da Barca a été érigée en municipalité par charte octroyée en 1125 par Thérèse de León, comtesse régente du Portugal. Dans les années qui suivirent l'indépendance du royaume du Portugal (à partir de 1139), les pèlerins de Saint-Jacques de Compostelle étaient de plus en plus nombreux à passer par ici. Il y avait aussi ceux qui se rendaient à Orense en Espagne. Ils devaient traverser le fleuve dans un bac (en portugais : barca). En 1220, une localité de Barca est mentionnée pour la première fois dans le district de Torre da Nóbrega. À partir de 1386, la localité était connue sous le nom de Ponte da Barca, après la construction d'un pont sur le Lima au cours des années précédentes, et elle devint le siège du comté de Torre da Nóbrega, qui prit également son nom par la suite. En 1513, le roi Manuel Ier donna à Ponte da Barca ses premiers droits de ville portugaise (foral).  

## Subdivisions
La municipalité de Ponte da Barca groupe 17 paroisses (freguesia, en portugais) : 
- Azias
- Boivães
- Bravães
- Britelo
- Crasto, Ruivos et Grovelas
- Cuide de Vila Verde
- Entre Ambos-os-Rios, Ermida et Germil
- Lavradas
- Lindoso
- Nogueira
- Oleiros
- Ponte da Barca, Vila Nova da Muía et Paço Vedro de Magalhães
- Sampriz
- Touvedo (São Lourenço e Salvador)
- São Pedro de Vade
- São Tomé de Vade
- Vila Chã (São João Baptista e Santiago)

## Jumelage
- Les Clayes-sous-Bois (France) depuis 2002[1]
- Vaulx-en-Velin (France) depuis 2019[2]
- Le Creusot (France) depuis 2024
- Ballancourt sur Essonne (France) depuis 2024

## Démographie
| 1801   | 1849  | 1900   | 1930   | 1960   | 1981   | 1991   | 2001   | 2004   |
| ------ | ----- | ------ | ------ | ------ | ------ | ------ | ------ | ------ |
| 10 543 | 9 488 | 12 962 | 13 634 | 16 265 | 13 999 | 13 142 | 12 909 | 13 026 |

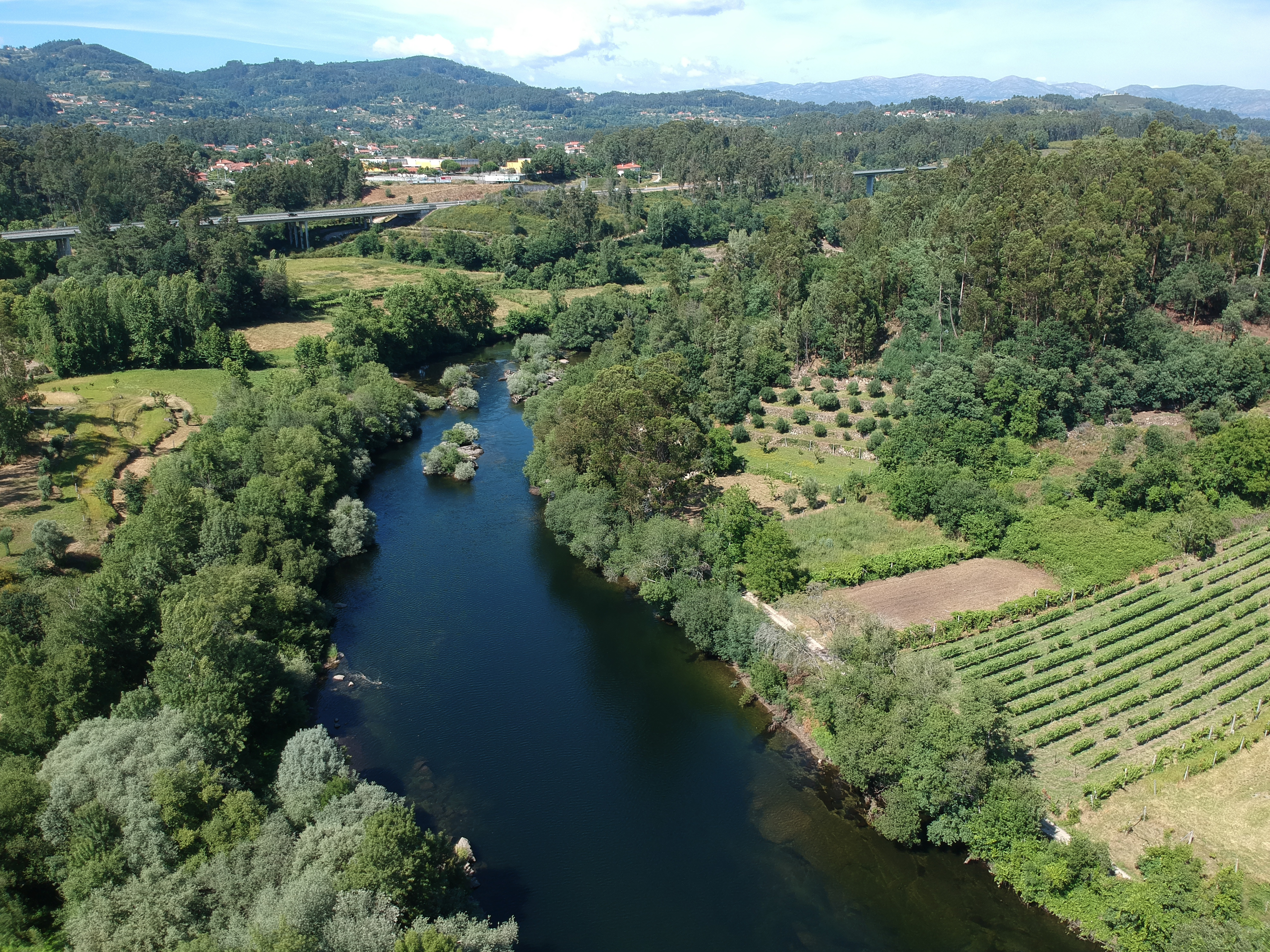
Vue du fleuve Lima en aval de Ponte da Barca.
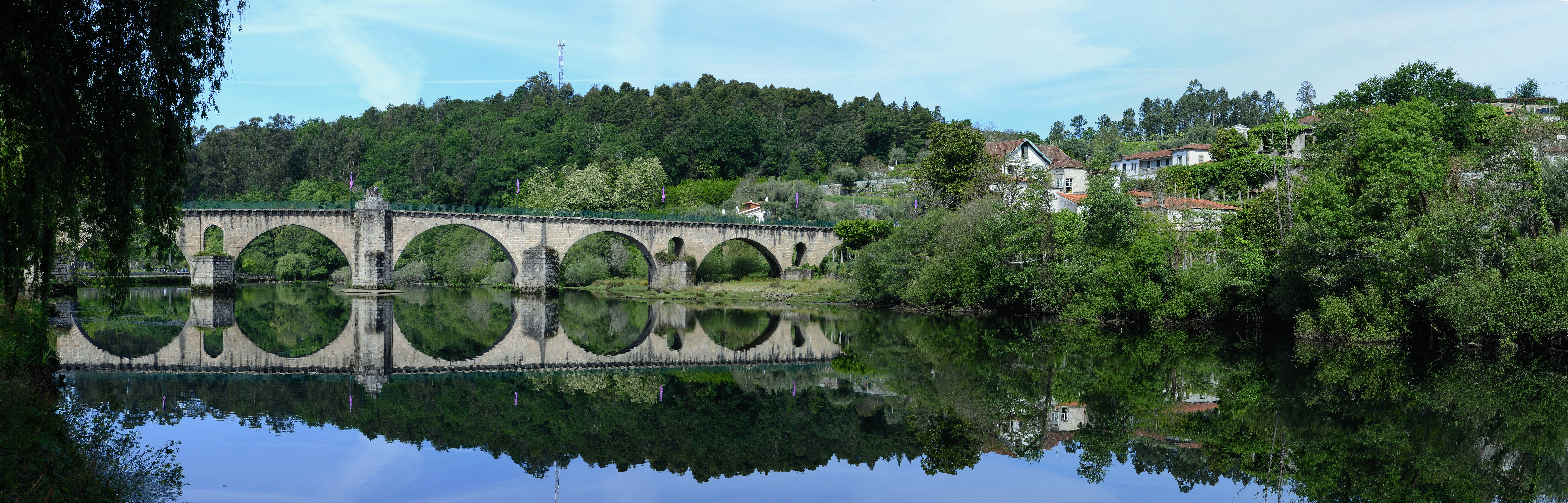
Le pont sur le Lima à Ponte da Barca.

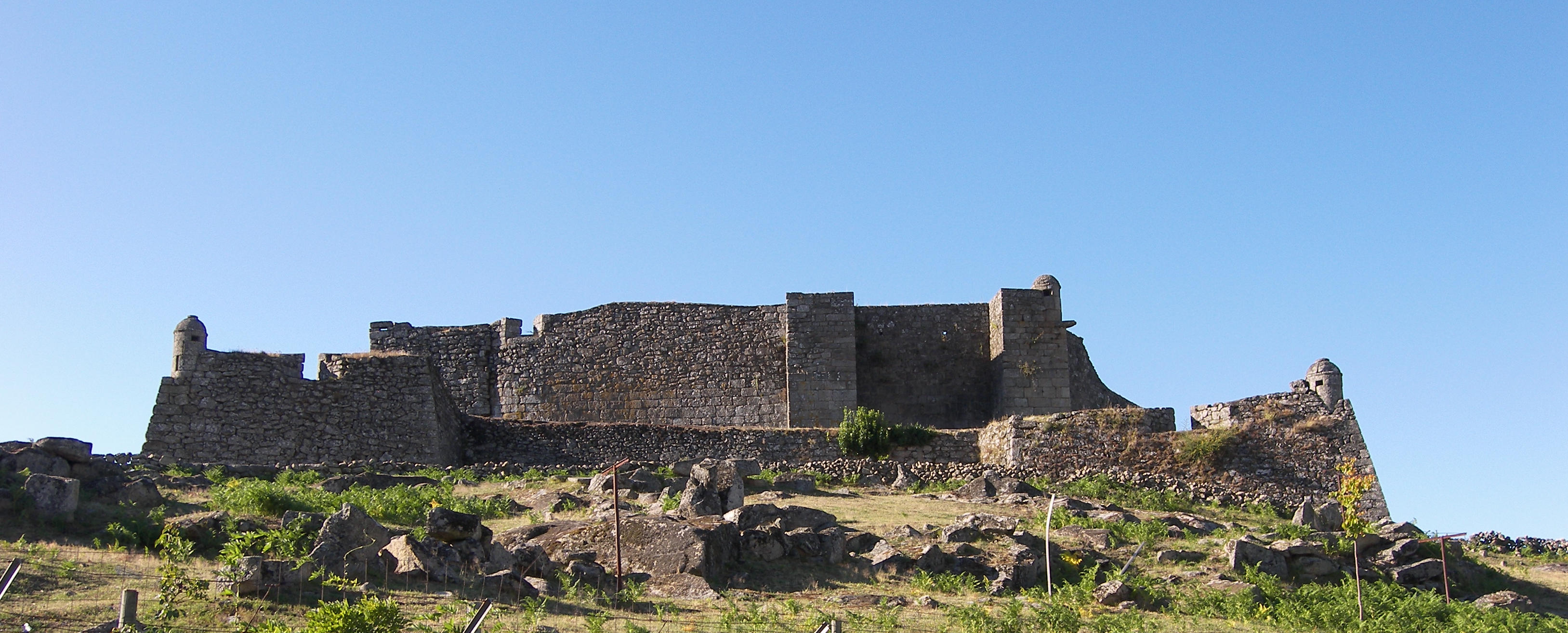
Le château de Lindoso, une des paroisses de la municipalité.
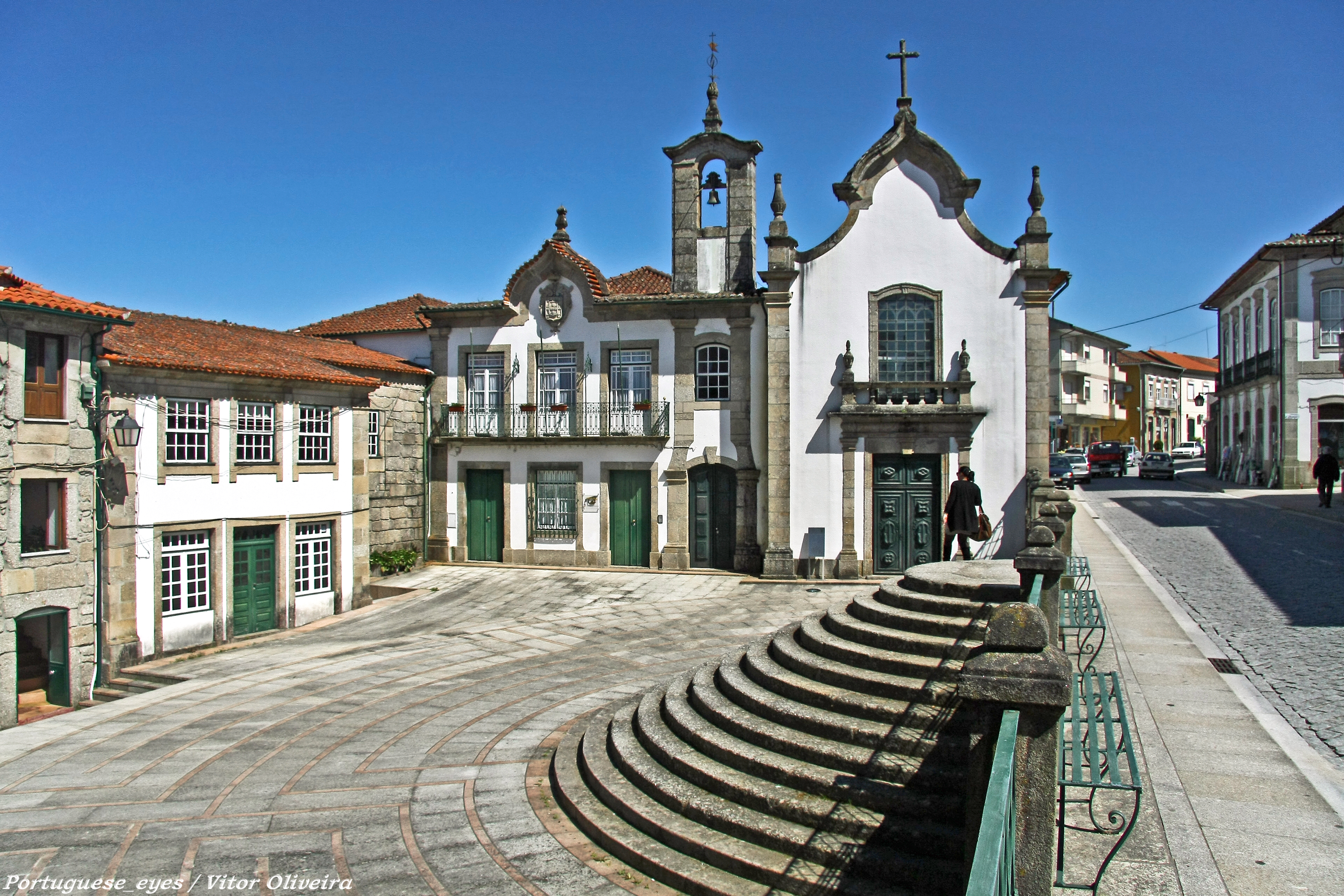
L'église de la Miséricorde (1534) et sa maison sainte (irmandade).
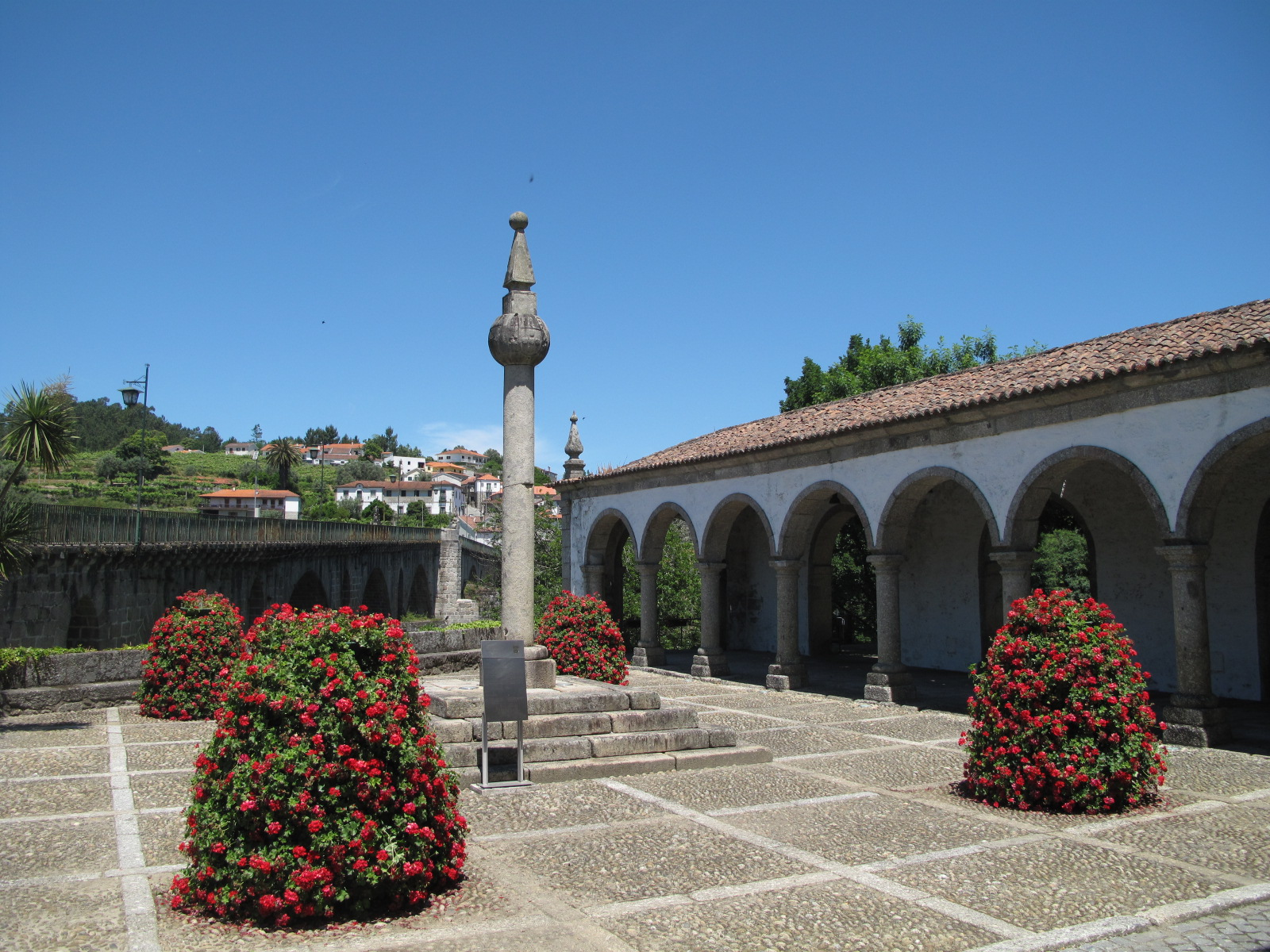
Le piloris de Ponte da Barca devant l'ancienne halle.

## Sanctuaire de Notre-Dame de la Paix

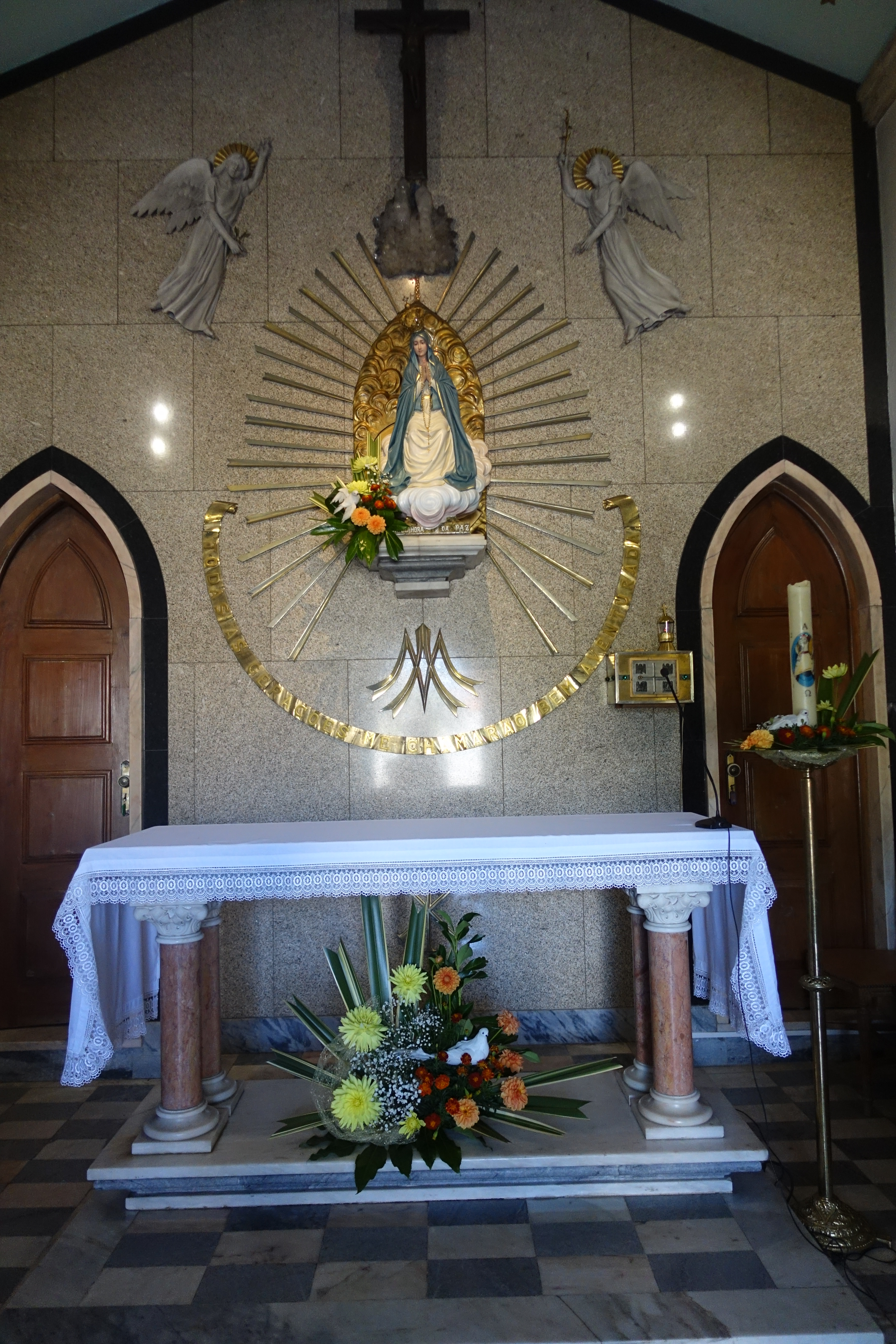
L'autel de la chapelle du sanctuaire.

Le sanctuaire est situé à Barral dans la paroisse de Vila Chã. C'est là que, les 10 et 11 mai 1917, la Vierge est apparue à un berger et lui a donné un message similaire à celui qui serait donné deux jours plus tard à la Cova da Iria (Fátima). Le sanctuaire se compose d'une chapelle, d'une crypte souterraine (toute tapissée de cristal de quartz, l'autel étant également constitué d'un seul et gigantesque cristal brut), d'une grande église dédiée au Cœur Immaculé de Marie et d'un musée abritant la plus grande collection de cristaux de quartz du pays. Dans cet espace spirituel et religieux se trouvent également quatre statues : une du Sacré-Cœur de Jésus, une autre de la colombe de la paix, une troisième de l'Ange du Portugal (pt) élevant le Graal avec le bouclier national et une épée à ses pieds, et une quatrième du Cœur Immaculé de Marie. De nos jours, le sanctuaire de Notre-Dame de la Paix est un lieu de culte et de pèlerinage marial qui compte.